# Calvin Lloyd
Calvin Arthur Lloyd (ur. 28 marca 1888 w północnej części stanu Nowy Jork, zm. 20 grudnia 1943) – amerykański strzelec, mistrz świata.

## Życiorys
Urodził się w północnej części stanu Nowy Jork jako trzeci syn w rodzinie pochodzenia walijskiego, która trudniła się hodowlą bydła mlecznego. W 1908 roku zmarła jego matka. Po tym wydarzeniu postanowił wstąpić do wojska – 20 października 1908 dołączył do Marines. W 1911 roku zwyciężył w zawodach karabinowych w turnieju The President’s Rifle Trophy. Służył wówczas jako kapral. W październiku 1912 roku opuścił Marines i przez następnie 5 lat pracował na farmie bydła mlecznego niedaleko miasteczka New Berlin. Powrócił potem do służby. W 1929 roku był trenerem amerykańskich strzelców podczas mistrzostw świata. Dosłużył się finalnie stopnia majora, na emeryturze zaś pracował jako bibliotekarz.
Lloyd był dwukrotnym medalistą mistrzostw świata. Na zawodach rozegranych w 1922 roku uplasował się na trzecim stopniu podium w karabinie dowolnym leżąc z 300 m, przegrywając wyłącznie z Walterem Lienhardem i Walterem Stokesem. W zawodach drużynowych w karabinie dowolnym w trzech postawach z 300 m zdobył złoto (skład zespołu: John Boles, Morris Fisher, Calvin Lloyd, Carl Osburn,  Walter Stokes), osiągając jednak najsłabszy rezultat w amerykańskiej reprezentacji.
Zmarł w 1943 roku. Pochowany na cmentarzu w Arlington. Jego imieniem nazwano poligon strzelniczy w Quantico.

## Medale mistrzostw świata
Opracowano na podstawie materiałów źródłowych:
| Mistrzostwa   | Konkurencja                                     | Wynik                             | Miejsce |
| ------------- | ----------------------------------------------- | --------------------------------- | ------- |
| Mediolan 1922 | Karabin dowolny, trzy postawy, 300 m, drużynowo | 5132 pkt. (druż.) 987 pkt. (ind.) |         |
| Mediolan 1922 | Karabin dowolny leżąc, 300 m                    | 371 pkt.                          |         |